# NGC 3280C
NGC 3280C је елиптична галаксија у сазвежђу Хидра која се налази на NGC листи објеката дубоког неба.
Деклинација објекта је - 12° 38' 2" а ректасцензија 10h 32m 46,3s. Привидна величина (магнитуда) објекта NGC 3280 износи 15,0 а фотографска магнитуда 16,0. NGC 3280C је још познат и под ознакама NGC 3295C, MCG -2-27-8, NPM1G -12.0324, PGC 31158.